# Standbeeld Michiel de Ruyter (Vlissingen)
Het standbeeld van Michiel de Ruyter staat op Boulevard de Ruyter in zijn geboorteplaats Vlissingen, in de Nederlandse provincie Zeeland. Het gietijzeren standbeeld uit 1841 is van de hand van de Vlaamse beeldhouwer Louis Royer. Op het beeld is De Ruyter te zien, staande op een scheepsdek met de rug naar het stuurwiel, met een kijker in de hand en de andere hand in de zij. Sinds jaar en dag doet in Vlissingen het verhaal de ronde dat De Ruyter, bij wijze van grapje van de beeldhouwer, een klein hondje onder de arm heeft. Vermoedelijk betreft het hier echter een rol papier. Het beeld wordt in de volksmond liefkozend 'Michieltje' genoemd. Ook de Hongaarse stad Debrecen heeft een standbeeld van de Vlissingse zeeheld. De Ruyter redde op 11 februari 1676 26 Hongaarse gereformeerde predikanten, die op een Spaans galjoen in de Middellandse Zee zaten, van de slavernij.

## Historie
Het standbeeld van De Ruyter in Vlissingen is geplaatst op initiatief van enkele leden van het Vlissingse departement van de Maatschappij tot Nut van 't Algemeen, die hiertoe in 1830 een 'Commissie tot de oprigting' hebben geformeerd. Het zou nog zeker tien jaar duren voordat het standbeeld werd onthuld.

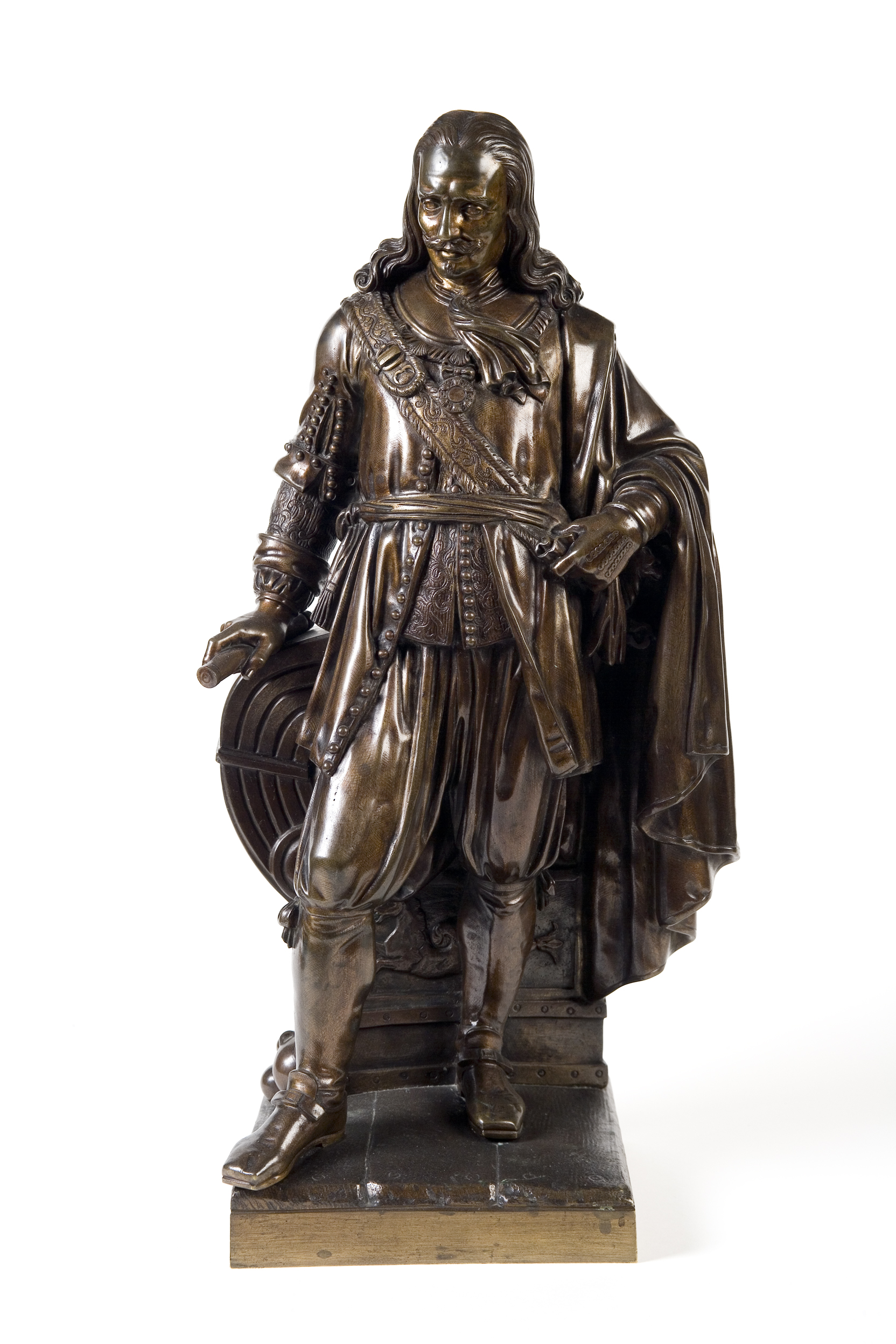
Model van het standbeeld van M.A. de Ruyter door Louis Royer. Foto: Zeeuws maritiem muZEEum.

Beeldhouwer Louis Royer vervaardigde een model van het standbeeld uit klei waar door machinefabriek Van Vlissingen & Dudok van Heel in Amsterdam een ijzeren afgietsel van werd gemaakt. Uit kostenbesparing was ervoor gekozen De Ruyter niet in duur brons te gieten, maar gietijzer dat naderhand groen geverfd kon worden om het beeld toch een enigszins bronsachtige uitstraling te geven. De eerste steen van de sokkel is gelegd op 29 april 1840 door vice-admiraal Gobius, waarbij een loden koker met een perkamenten rol werd ingemetseld. Op 9 augustus 1841 arriveerde het standbeeld van De Ruyter, geheel in stijl, op een vaartuig van de marine in Vlissingen. De Ruyter werd met kanonschoten vanaf de boulevard in zijn geboorteplaats begroet. Het standbeeld werd geplaatst op het De Ruyterplein. De officiële onthulling van het standbeeld volgde op 25 augustus 1841 door koning Willem II, in bijzijn van de prinsen Willem, Alexander en Hendrik.

## Verplaatsing van het beeld
Het departement Vlissingen van de Maatschappij tot Nut van 't Algemeen bleef zorg dragen voor het standbeeld van De Ruyter en besloot op 15 maart 1893 om met de gemeente Vlissingen in onderhandeling te treden teneinde het beeld te verplaatsen naar een meer prominente plaats op het Keizersbolwerk. Het voorstel is op 29 maart 1893 in stemming gebracht in de Vlissingse gemeenteraad en werd aangenomen. De kosten van de verplaatsing kwamen geheel voor rekening van de Maatschappij tot Nut van 't Algemeen. De Vlissingers waren het over het algemeen niet met de verplaatsing van het standbeeld eens en hadden liever dat het beeld op het De Ruyterplein bleef dat dan wel moest worden verfraaid met een plantsoen en fontein.
In juni 1894 wordt het standbeeld op een wagen geladen en getrokken door zes paarden naar zijn nieuwe plek op de boulevard gereden. Het standbeeld van De Ruyter kwam te staan op de plaats waar sinds 1875 de karakteristieke neogotisch aandoende lichtopstand stond, welke hiertoe is verplaatst. Het standbeeld is op 23 augustus 1894 op de nieuwe locatie onthuld door koningin Wilhelmina en koningin-regentes Emma.

## Bronzen kanonnen
De twee bronzen kanonslopen op houten rolpaarden die aan weerszijden van het standbeeld staan opgesteld zijn in 1902 opgedoken in de Straat van Faro (nu Straat van Messina). Ze zijn afkomstig van de vloot van De Ruyter die hier in 1676 tijdens de Slag bij Agosta samen met de Spanjaarden hevige strijd tegen de Fransen leverde waarbij de De Ruyter dodelijk gewond raakte. De kanonslopen werden door de Nederlandse staat aangekocht en in april 1905 ontvangt de gemeente Vlissingen een brief van de minister van marine waarin de komst van twee kanonslopen in het vooruitzicht wordt gesteld om te worden geplaatst bij het standbeeld van De Ruyter. De enige voorwaarde is dat de gemeente zelf voor de bijpassende rolpaarden zorgt. De kanonnen zijn op 28 augustus 1905 onthuld door koningin Wilhelmina en prins Hendrik ter gelegenheid van de terugkomst van een eskader van de Java Divisie uit Nederlands-Indië.

## Restauratie
Sinds 2006 is in Vlissingen gesproken over restauratie van het standbeeld en de sokkel. Vooral de sokkel was in slechte conditie. De rolpaarden van de twee bronzen kanonnen zijn in 2007 opgeknapt. In november 2010 is het standbeeld verwijderd waarbij aan het licht is gekomen dat het beeld van De Ruyter bij een eerdere 'restauratie' is volgegoten met lood. De restauratie van het beeld zal dan ook meer tijd in beslag nemen. Bij het verwijderen van het beeld kwam een loden koker tevoorschijn. Vooraf werd er al voorspeld dat er iets gevonden zou worden, onder de sokkel zou namelijk een loden kist liggen met daarin twee oorkondes. Een oorkonde uit 1841, toen Michiel de Ruyter op zijn plek werd gezet, en een uit 1894, toen het beeld werd verplaatst naar de huidige locatie: de boulevard in Vlissingen. De oorkondes werden inderdaad aangetroffen, maar ook werd er nog een derde document gevonden. De loodgieter die in 1894 de koker met de oorkondes moest dichtmaken heeft er stiekem nog een briefje aan toegevoegd. Daar stond op dat hij het was die de koker dichtmaakte. Naast het briefje zaten er ook nog acht foto's in de sokkel. Vier foto's dateerden uit 1841-1894, de periode dat het beeld op het De Ruyterplein stond. De andere vier foto's werden rond de verplaatsing van het standbeeld gemaakt.